# 砂拉越报告
《砂拉越报告》（英語：Sarawak Report）是以报导马来西亚砂拉越州新闻为主的独立网络媒体，2010年由记者凯丽·鲁卡瑟所创，总部设在英国伦敦。其工作宗旨是为读者提供透明的资讯，突破政客对媒体的垄断，揭发砂州贪污滥权个案。此外也曾揭发一个马来西亚发展有限公司丑闻。

## 簡介
自设立以来，《砂拉越报告》持续报导砂拉越政府官员的腐败行为，其中包括砂拉越首席部长泰益玛目榨取砂州天然资源，其家族在国外拥有巨额财产；砂州的多宗伐木工程涉及官商勾结，非法掠夺原住民习俗地；执法官员在原住民捍卫土地的抗争中，纵容流氓滋事，等等。
由于多次揭露砂州政客丑闻，《砂拉越报告》曾接获多封恐吓电邮，新闻网站也屡次受到分散式阻断干扰。砂州政府也曾聘请国际公关公司在网上散播抹黑《砂拉越报告》的讯息。
2018年5月18日，随着马哈迪·莫哈末领导的反对党希望联盟上台执政后，曾被认为是马来西亚公敌而被禁止入境的《砂拉越报告》网主凯丽·鲁卡瑟抵达吉隆坡国际机场，顺利踏入马来西亚国土。同年6月，《砂拉越报告》揭露了前首相纳吉·阿都拉萨和夫人罗斯玛·曼梳任内涉及的砂拉越乡区学校太阳能板工程弊案。